# The Trick Bear
Pour plus de détails, voir Fiche technique et Distribution.
The Trick Bear est un film américain muet et en noir et blanc sorti en 1899.

## Synopsis
Le film montre un ours vêtu d'une robe type Mother Hubbard et d'un bonnet de nuit présentant un spectacle comique. 

## Fiche technique
- Titre : The Trick Bear
- Réalisation :
- Production : Siegmund Lubin
- Pays :  États-Unis
- Genre : Comédie
- Durée :
- Dates de sortie : 
  - États-Unis : 1er avril 1899